# Spilosoma scita
Spilosoma scita là một loài bướm đêm thuộc phân họ Arctiinae, họ Erebidae.

## Hình ảnh

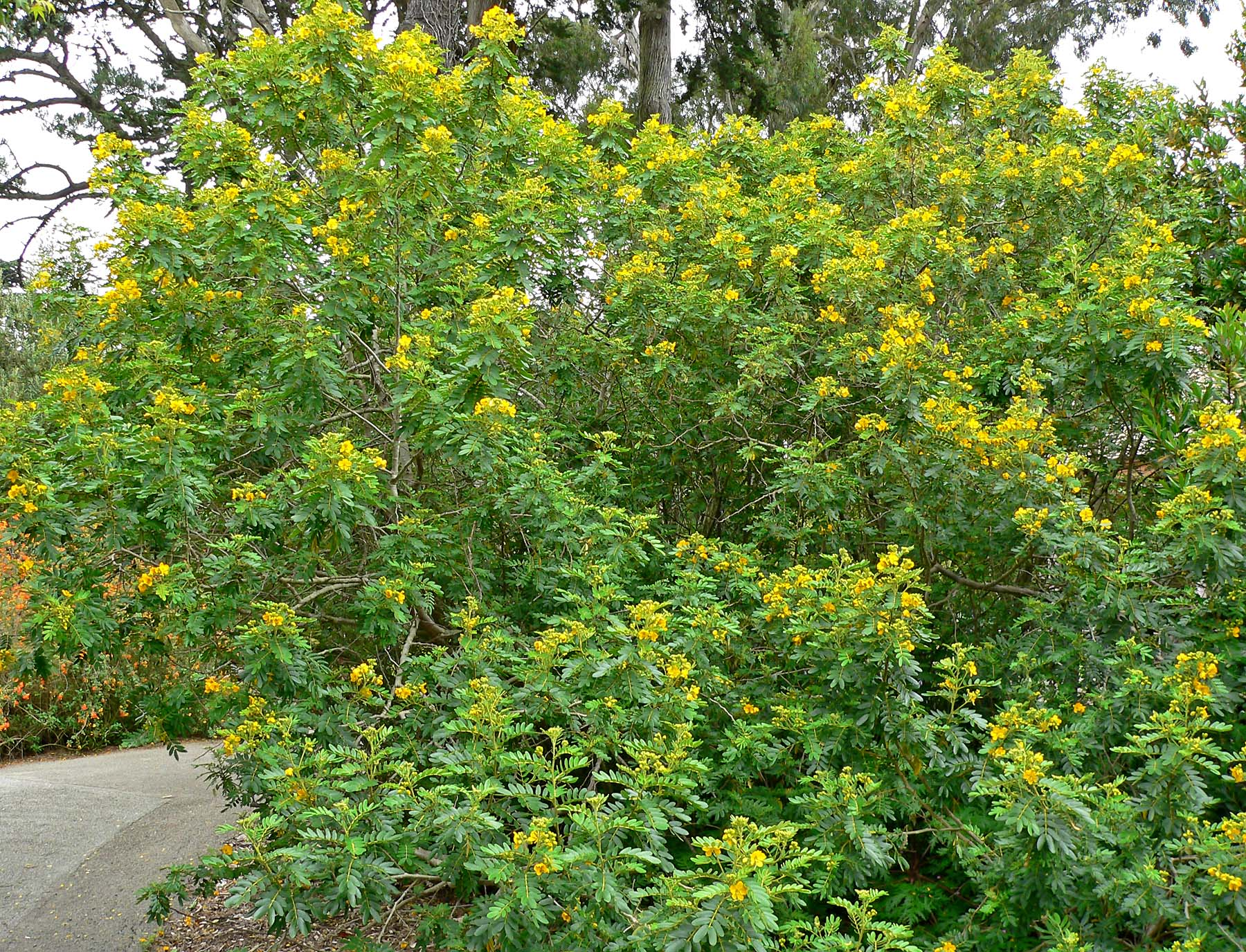
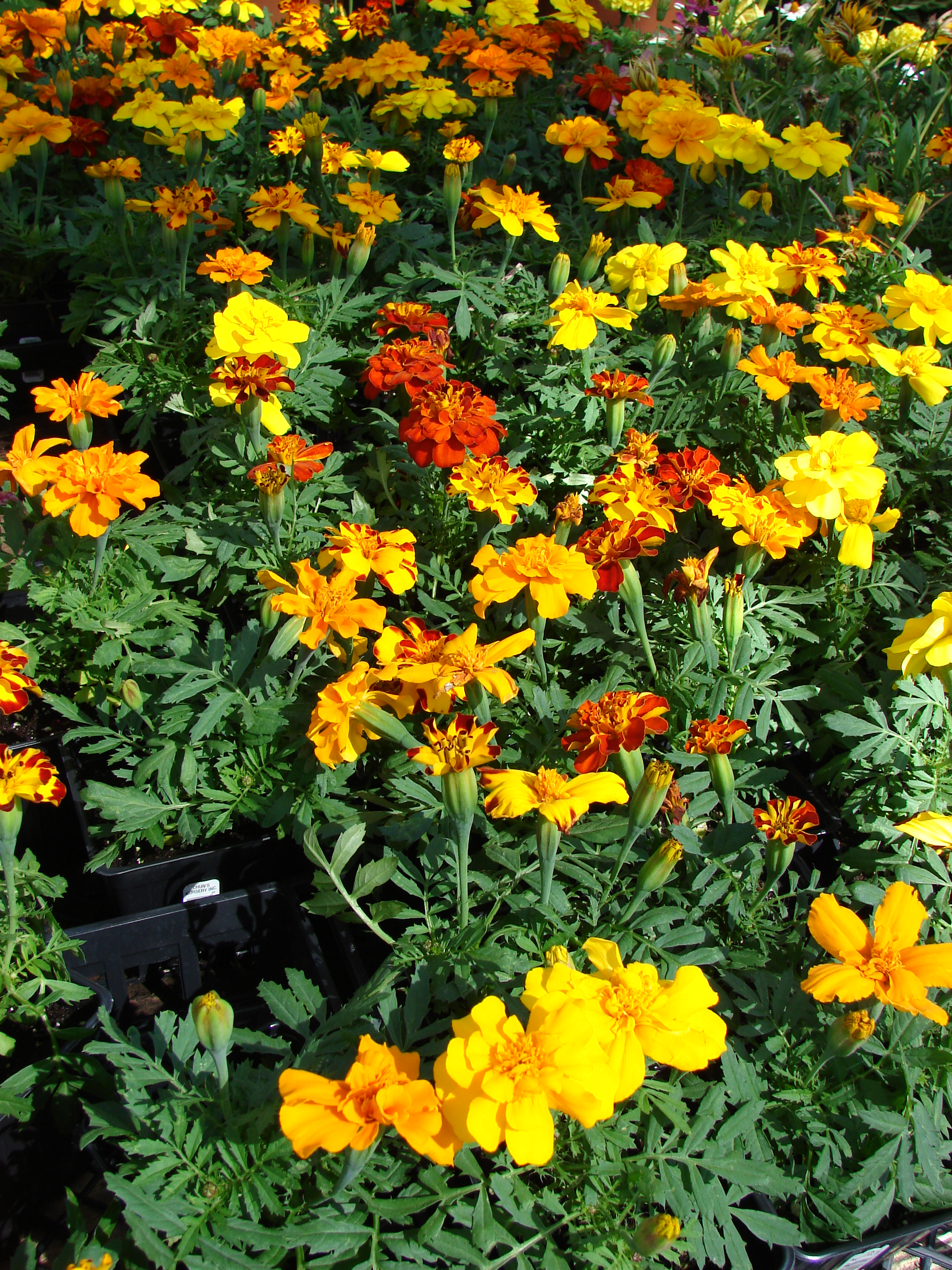